# Mnišský rybník
Mnišský rybník este o arie protejată (arie specială de conservare — SAC, sit de importanță comunitară — SCI) din Republica Cehă întinsă pe o suprafață de 25,7 ha, integral pe uscat, în zona iazului cu pești cu același nume de pe râul Dračice. Motivul protecției este apariția speciilor pe cale de dispariție de iarbă Coleanthus subtilis.

## Localizare
Centrul sitului Mnišský rybník este situat la coordonatele 49°00′34″N 15°06′06″E / 49.009444°N 15.101667°E.

## Înființare
Situl Mnišský rybník a fost declarat sit de importanță comunitară în noiembrie 2009 pentru a proteja 1 specie de plante. Situl a fost protejat și ca arie specială de conservare în iulie 2018.

## Biodiversitate
Situată în ecoregiunea continentală, aria protejată conține 1 habitat natural: Ape stătătoare oligotrofe până la mezotrofe, cu vegetație de Littorelletea uniflorae și/sau de Isoëto-Nanojuncetea.
La baza desemnării sitului se află o specie protejată de  plante: Coleanthus subtilis.